# Gau (isola)
Gau (ˈŋau) è un'isola che appartiene alla provincia di Lomaiviti dello stato insulare delle Figi nel Pacifico. Ha una superficie di 136,1 km² e una linea costiera di 66 km. È la quinta isola più grande delle Figi e culmina a 738 m sul livello del mare. L'isola è collegata da una linea aerea all'aeroporto di Nausori su Viti Levu.

## Geografia
L'isola costituisce uno dei cinque distretti tradizionali (Tikina Cokavata) della provincia di Lomaiviti ed è a sua volta suddivisa in tre sottodistretti (Tikina Vou), per un totale di 16 villaggi (Koro):
1. Navukailagi Tikina (a nord-est, con tre villaggi: Navukailagi, Vione e Qarani);
2. Vanuaso Tikina (a est, il distretto più piccolo, con cinque villaggi: Vanuaso, Lekanai, Nacavanadi, Malawai e Lamiti);
3. Sawaikee Tikina (a sud e ovest, il distretto più grande, con otto villaggi: Sawaieke, Somosomo, Nawaikama, Nukuloa, Levukaigau, Lovu, Vadravadra e Yadua).

Gau ha una popolazione di circa 8 000 abitanti.

## Fauna
A Gau nidifica l'endemico e criticamente minacciato petrello delle Figi (Pseudobulweria macgillivrayi; in figiano Kacau ni Gau). L'isola ospita anche alcuni uccelli di terra, come la tortora dorata (Ptilinopus luteovirens) e l'astore delle Figi (Accipiter rufitorques).